# محطة بيتش باتوم لتوليد الطاقة النووية
محطة بيتش باتوم للطاقة الذرية هي محطة طاقة نووية تقع على بعد 50 ميلًا (80 كيلومترًا) جنوب شرق هاريسبورغ في بلدة بيتش باتوم، مقاطعة يورك، بنسيلفانيا، على نهر سسكويهانا على بعد ثلاثة أميال شمال حدود ماريلند.
أصبحت شركة فيلادلفيا إلكتريك (اختُصر اسمها بدايةً إلى بيكو إينرجي ولاحقًا إلى بيكو فقط) أحد رواد الصناعة النووية التجارية عندما أدارت بيتش باتوم  1في عام 1958. شُغلت أول محطة للطاقة النووية في الولايات المتحدة (مفاعل شيبينغبورت) قبل عام. كانت وحدة بيتش باتوم 1 مفاعلًا تجريبيًا مبرَّدًا بالهيليوم ومهدأً بالغرافيت. عملت منذ عام 1966 وحتى عام 1974. ما تزال الوحدتان الأخريان، وهما مفاعلا ماء مغلي من صنع شركة جنرال إلكتريك، اللتان شُغلتا في عام 1974 تعملان في موقع تبلغ مساحته 620 فدانًا (2,5 كيلومتر مربع). رُقيت كل من الوحدتين 2 و3، المصنفتين في الأصل بقدرة 3,514 ميغاواط طاقة حرارية، أي ما يعادل نحو 1,180 ميغاواط من الكهرباء لكل وحدة، إلى 4,016 ميغاواط طاقة حرارية، أي ما يعادل نحو 1,382 ميغاواط صافية من الكهرباء لكل منهما في 2018. كانت ترخيصاهما مستمرين حتى عام 2033 (الوحدة 2) وعام 2034 (الوحدة 3)، ولكن مُددت 20 سنة حتى 2053 و2054 (على التوالي) في عام 2020.
تُشغل شركة إكسيلون محطة بيتش باتوم وتملكها كل من شركة إكسلون (50%) ومجموعة مؤسسات الخدمة العامة (بّي إس إي جي) للطاقة ذات المسؤولية المحدودة (50(% بشكل مشترك.
كانت بيتش باتوم إحدى المحطات الخاضعة للدراسة في دراسة تحليل السلامة «إن يو آر إي جي 1150».

## السكان المحيطون
تحدد اللجنة التنظيمية النووية منطقتين حول محطة الطاقة النووية للتخطيط لحالات الطوارئ: منطقة مسار التعرض للانبعاثات العمودية بنصف قطر يساوي 10 أميال (16 كيلومترًا)، تتعلق أساسًا بالتعرض للتلوث الإشعاعي المنقول بالهواء واستنشاقه، ومنطقة مسار الابتلاع بنصف قطر يساوي 50 ميلًا (80 كيلومترًا)، تتعلق أساسًا بتناول الأطعمة والسوائل الملوثة بالإشعاع.
بلغ عدد سكان الولايات المتحدة في عام 2010 على بعد 10 أميال (16 كيلومترًا) من بيتش باتوم 46,536 نسمة، بزيادة قدرها 7.2 بالمئة خلال عقد، وفقًا لتحليل البيانات الإحصائية الأمريكية لموقع إم إس إن بي سي دوت كوم msnbc.com. بلغ عدد سكان الولايات المتحدة في عام 2010 على بعد 50 ميل (80 كيلومترًا) 5,526,343 نسمة، بزيادة قدرها 10.6 بالمئة منذ عام 2000. تشمل المدن الواقعة على بُعد 50 ميلًا مدينة بالتيمور (36 ميلًا عن مركز المدينة).

## إجراءات السلامة
أمرت اللجنة التنظيمية النووية (إن آر سي) في عام 1987 شركة بيكو بإيقاف بيتش باتوم 2 و3 إلى أجل غير مسمى في 31 مارس بسبب سوء إدارة المشغل، ومخالفات الشركة، والتجاهل الصارخ لصحة المنطقة وسلامتها. وُجد، على نحو مشين، مشغلون ينامون في أثناء العمل، ويلعبون ألعاب الفيديو، ويشاركون في عراك بالشريط المطاطي والكرة الورقية، ويقرؤون مواد غير مصرح بها.
من بين الحوادث التي ذكرتها اللجنة التنظيمية النووية: كان حراس الأمن منهكين، ووُجد أحد الحراس نائمًا في أثناء العمل، وتسرب 36,000 غالون من «الماء معتدل الإشعاع» إلى نهر سسكويهانا، وأدت بيانات بيكو الخاطئة عن تصنيف النفايات المشعة إلى سوء تصنيف شحنة النفايات، ووقع حريق كبير في حجرة صيانة بناء عنفة الوحدة 3 في 4 مارس عام 1987.
لم يُلقَ اللوم على المشغلين فحسب، إذ استهدف كل من خبراء الصناعة والمنظمين «الضعف التنظيمي الكامن». خلص رئيس معهد عمليات الطاقة النووية زاك بايت إلى استنتاج مفاده أنه «يجب إجراء تغييرات رئيسية في ثقافة الشركة في بيكو». في سبتمبر عام 1988، أبلغ لاندو زاك، رئيس اللجنة التنظيمية النووية، كبار مسؤولي الإدارة في بيكو بالآتي: «ارتكب المشغلون لديكم أخطاء بالتأكيد، ولا شك في ذلك. لكن مشاكل إدارة شركتكم لا تقل خطورةً عن ذلك». من الواضح أن ثقافة الشركة اتسمت بانخفاض الروح المعنوية واللامبالاة. بحلول أبريل عام 1988، ساهم هذا التركيز على سوء الإدارة في استقالة رئيس بيكو وتقاعد الرئيس التنفيذي أيضًا.
أصبح روبرت بّي. كروسبي المؤثر الأساسي لتطوير المؤسسة في أثناء التحول النووي في بيكو في أعقاب إغلاق بيتش باتوم. استخدم نموذج الفجوة التفاعلية لجون إل. والين إلى جانب طريقة «المجموعة تي» الفريدة المعروفة باسم إدارة النزاعات (وفي ما بعد باسم أمور صعبة في تطبيقات الأعمال الأخرى) لتسريع تغيير الثقافة، وطبّق نسخته الخاصة من نموذج هدف الوكيل الراعي لداريل كونر لتحسين إدارة حالات الانقطاع وتقصير مدتها.
بحلول عام 1996، وضع معهد عمليات الطاقة النووية محطتي ليمريك وبيتش باتوم ضمن تصنيف «ممتاز»، وأعطتهما لجنة التنظيم النووية تقييمًا منهجيًا قويًا لأداء مرخص له.
ألغت بيكو النووية في عام 1999 وظائفها في تطوير المنظمة كجزء من مبادرة خفض التكاليف.
ظهرت المشاكل مجددًا في سبتمبر عام 2007، عندما صور الموظف السابق كيري بيل فيديو لحراس أمن بيتش باتوم نائمين في أثناء العمل. حاول بيل سابقًا إبلاغ المشرفين في شركة واكينهوت واللجنة التنظيمية النووية الأمريكية. فُصل في النهاية في أثناء نقل المسؤوليات الأمنية في إكسيلون، وأدى هذا القرار إلى إعداد قائمة بـ«أغبى 101 لحظة في العمل» في عدد 16 يناير 2008 لمجلة فورتشن.